# 新斯塔夫 (烏克蘭)
50°2′19″N 24°20′19″E / 50.03861°N 24.33861°E
新斯塔夫（羅馬化：Novyi Stav）是烏克蘭西部的村莊，隸屬利維夫州的利維夫區。該村始建於1550年，面積1.27平方公里，海拔高度220米，2001年人口625，人口密度每平方公里490.58人。